# Valmiro Lopes Rocha
Valmiro Lopes Rocha, genannt "Valdo", (* 23. April 1981 in Villablino) ist ein spanischer Fußballspieler, der bei Asteras Tripolis in der griechischen Super League spielt.
Wie so viele seiner Zunft gelangte auch Valdo über die hervorragende Jugendarbeit von Real Madrid in den Profifußball. In der Saison 2001/02 konnte er sogar einen Einsatz für die erste Mannschaft der "Königlichen" verzeichnen.
Von seinem Talent überzeugt, verpflichtete ihn CA Osasuna – fünf erfolgreiche Jahre sollte er in Pamplona verbringen.
Seit dem Sommer 2007 spielt Valdo bei Espanyol Barcelona, mit denen er sich wie bei CA Osasuna im internationalen Geschäft beweisen möchte. Zur Saison 2009/10 wurde er an den Ligakonkurrenten FC Málaga ausgeliehen.